# Colossendeis fijigrypos
Colossendeis fijigrypos är en havsspindelart som beskrevs av Bamber 2004. Colossendeis fijigrypos ingår i släktet Colossendeis och familjen Colossendeidae. Inga underarter finns listade i Catalogue of Life.